# Феодор Гладков
Феодор Васиљевич Гладков (рус. Фёдор Васильевич Гладков; 21. јун 1883 – 20. децембар 1958) био је совјетски и руски писац соцреализма. 

## Биографија
Гладков се 1904. придружио марксистичкој групи, а 1905. отишао је у Тифлис (сада Тбилиси) и тамо је ухапшен због револуционарних активности. Осуђен је на три године прогонства. Затим се преселио у Новоросијск. Између осталих функција, био је уредник листа Красноје черноморје, секретар часописа Нови мир, специјални дописник Известија и директор Института за књижевност Максима Горког у Москви од 1945. до 1948. године. Добио је Стаљинову награду (1949) за своја књижевна достигнућа и сматра се класичним писцем совјетске соцреалистичке књижевности.
Гладков је рођен 1883. године у Болшој Чернавки, Саратовска губернија (данашња Пензанска област ) у породици старовераца . Године 1904. Гладков је започео пропагандни рад за Социјал-револуционарну партију у Чити, Иркутск, да би се следеће године придружио Учитељском институту у Тифлису. Године 1906. започео је пропагандни рад за Руску социјалдемократску радничку партију, и тог новембра је био прогнан на четири године у село Манзурка у Иркутској губернији. По завршетку изгнанства, Гладков се вратио у Новоросијск и на Кубан где је постављен за директора основне школе у Павловској.
У пролеће 1918. вратио се у Новоросијск да реорганизује школе након револуције у октобру 1917. године, али је био приморан да се крије када су бели (промонархистичке снаге) заузели село у августу те године. Године 1920, до када су Бели протерани, Гладков је постављен за начелника просвете у граду. Такође је служио у Црвеној армији, пре него што је постао уредник листа Красноје черноморје. Године 1921. прелази у Москву где је постављен за начелника фабричке школе, затим за секретара часописа Нови мир (Нови свет). Гладков је био члан групе писаца The Smithy, који су се бавили полемиком са Руским удружењем пролетерских писаца (РАПП). Док је био заговорник приказивања револуције у књижевности, био је забринут због тона којим су групе попут РАПП-а и МАПП-а (Московско удружење пролетерских писаца) водиле своје дискусије, као и због „прераде“ коју су посебно давали писци који нису из РАПП-а. часописи. Године 1921. као интелектуалац и мењшевик је избачен из Комунистичке партије, али је потом враћен на посао након објављивања Цемента.
Године 1941. постао је специјални дописник новина Известиа и Правда, извештавајући из Свердловска, специјализован за ратне индустријске теме. После рата био је директор Књижевног института Горког у Москви. Умро је у Москви 1958. године.

## Цемент(1925)
Гладковљев први велики роман после револуције, под називом Цемент, постао је књижевни стандард за писање соцреалистичког писања током 1930-их; У разним говорима на Конгресу писаца у СССР-у, савременици Гладкова су потврдили Цемент као један од кључних примера на које би аутори требало да се угледају у совјетској књижевности.
Током свог живота, Гладков је поново писао одломке Цемента како би одговарао савременим политичким интересима и како би се уклопио са естетиком соцреализма успостављеном 1932.

## Дела
- Towards the Light (1900)
- After Work (1900)
- Maksuitka (1901)
- Before Hard Labour (1903)
- They Went Off To War (1904)
- The Inspection (1905)
- Three In One Hut (1905)
- The Outcasts (1908)
- The Abyss (aka The Only Son) (1917)
- Spring Shoots (1921)
- The Fiery Steed (1922)
- Cement (1925)
- The Old Secret Prison (1926)
- The Cephalopodous Man (1927)
- Energy (aka Power) (1932–1938)
- The Birch Grove (1941)
- The Scorched Soul (1943)
- The Vow (1944)
- Story of My Childhood (1949)
- The Outlaws (1950)
- Evil Days (1954)
- Restless Youth (недовршено)